# Mariano Galperin
Mariano Galperin  (Buenos Aires, 1962) es un fotógrafo, guionista y cineasta argentino. Su trabajo abarca la fotografía documental, la moda, el videoclip y el cine independiente. Algunas de sus películas han sido premiadas en festivales internacionales, y su obra fotográfica forma parte de colecciones institucionales.

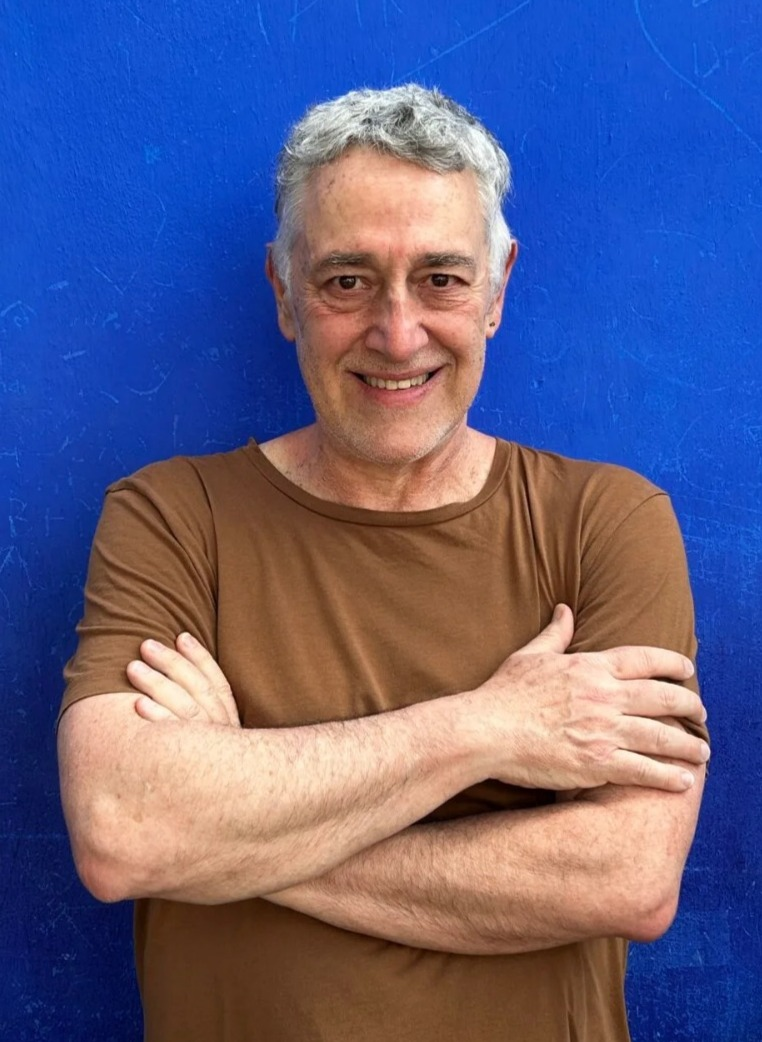
El director, guionista y fotógrafo Mariano Galperín en el BAFICI 2023

## Biografía
Galperin comenzó su carrera en la fotografía a los 16 años, realizando exposiciones en bares y centros culturales de Buenos Aires mientras cursaba la escuela secundaria. A los 22 años, presentó su primera muestra individual en el Centro Cultural Recoleta.
En 1985 se trasladó a Nueva York, donde estudió en la Parsons School of Design y en la Universidad de Nueva York (NYU). Durante su estancia, se vinculó con la escena underground local, colaborando con artistas como Joey Arias, John Sex y Ann Magnuson. También diseñó afiches promocionales para discotecas de Nueva York como Palladium y Limelight, donde en 1985 realizó una muestra individual de su trabajo fotográfico.

## Carrera artística

### Fotografía
Al regresar a Argentina, trabajó como fotógrafo en la escena del rock nacional, realizando portadas de discos para artistas como Charly García, Los Twist, Los Fabulosos Cadillacs, Fricción, Ataque 77, Viudas e Hijas de Roque Enroll, Alejandro Lerner, Los 7 Delfines, Melingo.
En el ámbito de la moda, realiza campañas para Levi’s, Soviet, Fiorucci y colaboró con revistas locales e internacionales como i-D (Reino Unido) y L.A. Style (Estados Unidos).
Participó en múltiples exposiciones individuales y colectivas, incluyendo el Centro Cultural Recoleta, Sala Cronopios, Fundación Proa y el Instituto de Cooperación Iberoamericana (ICI). Como videoartista, presentó su obra en el Museo Nacional de Bellas Artes y en ARCO (España).
Es autor de cinco libros de fotografía, entre ellos "Actitud Buenos Aires", dedicado a la vida urbana porteña.

### Cine
Galperin debutó como director y guionista con 1000 Boomerangs (1995), largometraje protagonizado por James Murray, Vicentico, Valeria Bertuccelli, Rosario Bléfari, Darío Tangelson y Lorena Ventimiglia. Se estrenó el 17 de agosto de 1995 en el Teatro General San Martín, dentro del ciclo "Cine Argentino Inédito" y participó en la programación de numerosos festivales. La música la realizó Andrés Calamaro.«Realizarán un homenaje a la película 1000 Boomerangs» (Los Andes). 15 de octubre de 2023.
En 2000 estrenó Chicos Ricos, con actuaciones de Pepe Monje, Iván González, Victoria Onetto, Martín Adjemián, Divina Gloria, Luis Ziembrowski, Deborah de Corral, Darío Vittori y Sebastián Borensztein.
Su siguiente film, El delantal de Lili (2004), aborda los vínculos entre patrones y empleados en clave de sátira. El estreno mundial fue en el Festival Internacional de Cine de Róterdam, donde fue adquirida por la Global Film Foundation. Participó en más de 40 festivales y forma parte de la colección permanente de la Cineteca del MoMA (Museo de Arte Moderno de Nueva York).
En 2008 estrenó Futuro Perfecto, con las actuaciones de Guillermo Pfening, Sebastián Borensztein y Pablo Ini.«Crítica de Futuro Perfecto» (Página/12).
En 2012 dirigió Dulce de Leche, una historia de amor adolescente. Fue galardonada con el Premio Moviecity (FOX) en el Festival Internacional de Cine de Mar del Plata.«Crítica: Dulce de Leche» (Noticine).
Su Realidad (2014), protagonizada por Daniel Melingo, retrata a un personaje excéntrico por las calles oscuras de Europa entre la bohemia, la música y el desarraigo porteño. La película obtuvo numerosos premios, incluyendo el de Mejor Película Argentina en el Festival Internacional de Cine de Mar del Plata.«Crítica de Su Realidad» (Clarín).
Todo lo que veo es mío (2017), codirigida junto a Román Podolsky, es una ficción basada en las cartas enviadas por Marcel Duchamp desde Buenos Aires a París, durante su residencia en la ciudad entre 1918 y 1919. La banda sonora estuvo a cargo de Diego Tuñón.«Todo lo que veo es mío: Duchamp y esa extraña visita» (La Nación).«Crítica de Todo lo que veo es mío» (Cinerama Plus).
Tertulia N°250 (2019), su documental sobre la editorial Mansalva y los artistas que ahí confluyen en sus noches agitadas.«Tertulia N250» (Infobae).
En 2022 estrenó Bill 79, ficción inspirada en la visita real del pianista Bill Evans a la ciudad argentina de San Nicolás. La película fue protagonizada por Diego Gentile, Marina Bellati, Marcelo Xicarts. Obtuvo el premio a mejor arte y vestuario en el FICPBA (Festival Internacional de Cine de la Provincia de Buenos Aires). «Bill 79: aquel show descabellado en San Nicolás» (Página/12). 11 de mayo de 2023.«Bill 79 recrea una insólita visita del legendario pianista Bill Evans a San Nicolás» (La Nación). 11 de mayo de 2023.«El insólito concierto de Bill Evans en San Nicolás» (Infobae). 14 de mayo de 2023.«Bill 79 en Filmaffinity» (Filmaffinity).
Tenemos que hablar (2025) se estrenó mundialmente en el BAFICI (Buenos Aires Festival Internacional de Cine Independiente).«Tenemos que hablar – Crítica» (Cine Argentino Hoy).

### Videoclips destacados
- Zoom – Soda Stereo (1995, codirigido junto a Eduardo Capilla)
- Tu Amor – Charly García (1996)
- Tazas de té chino – Don Cornelio y la Zona
- Volver a empezar – Alejandro Lerner

También realizó videos para Juana Molina, Andrés Calamaro, Isla de los Estados y Mimi Maura.

## Filmografía
- 1000 Boomerangs (1995)
- Chicos Ricos (2000)
- El delantal de Lili (2004)
- Futuro Imperfecto (2008)
- 100 tragedias (2010)
- Dulce de Leche (2012)
- Su Realidad (2014)
- Todo lo que veo es mío (2017)
- Tertulia N°250 (2019)
- Bill 79 (2022)
- Tenemos que hablar (2025)